# ماوبيتي

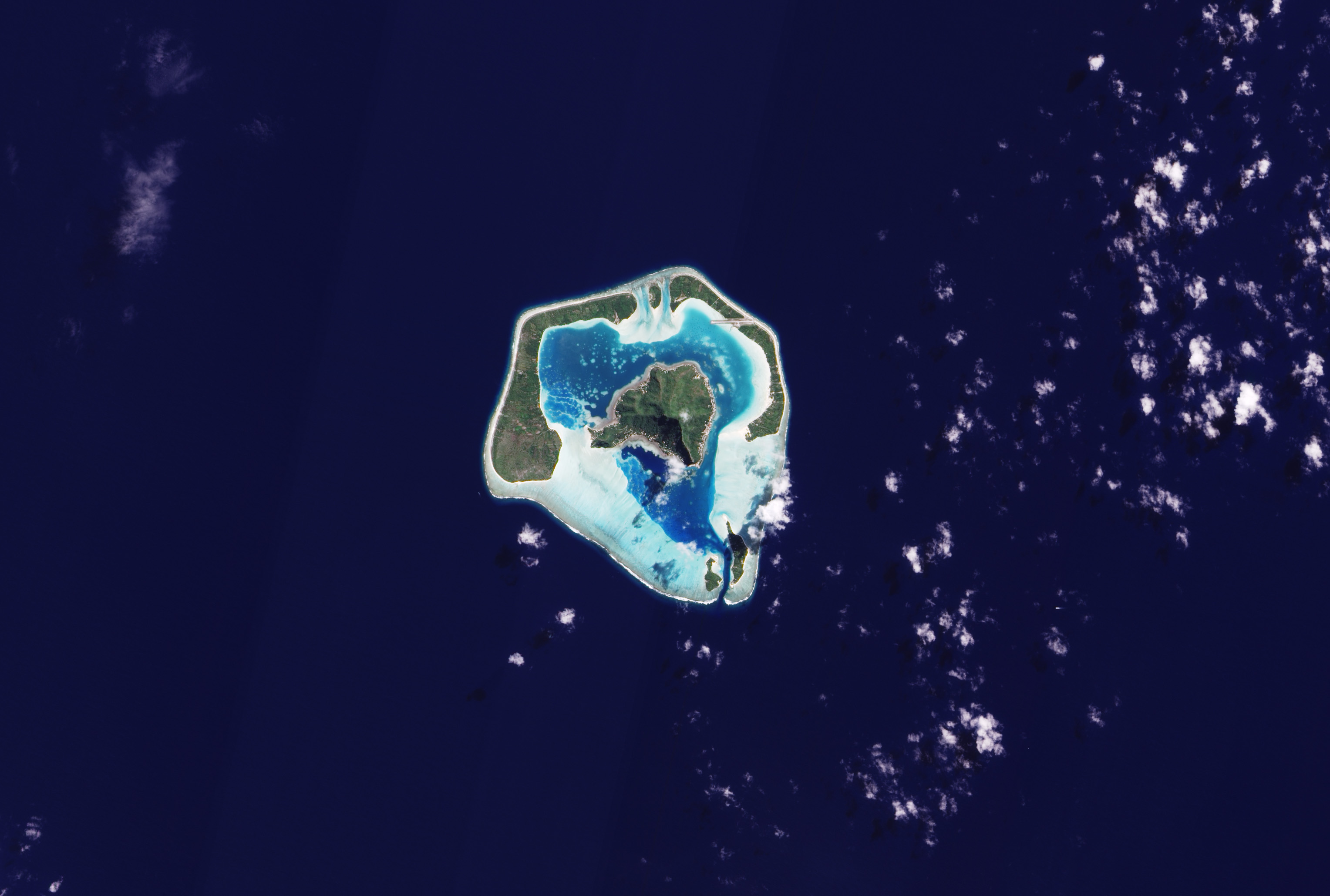
جزيرة ماوبيتي

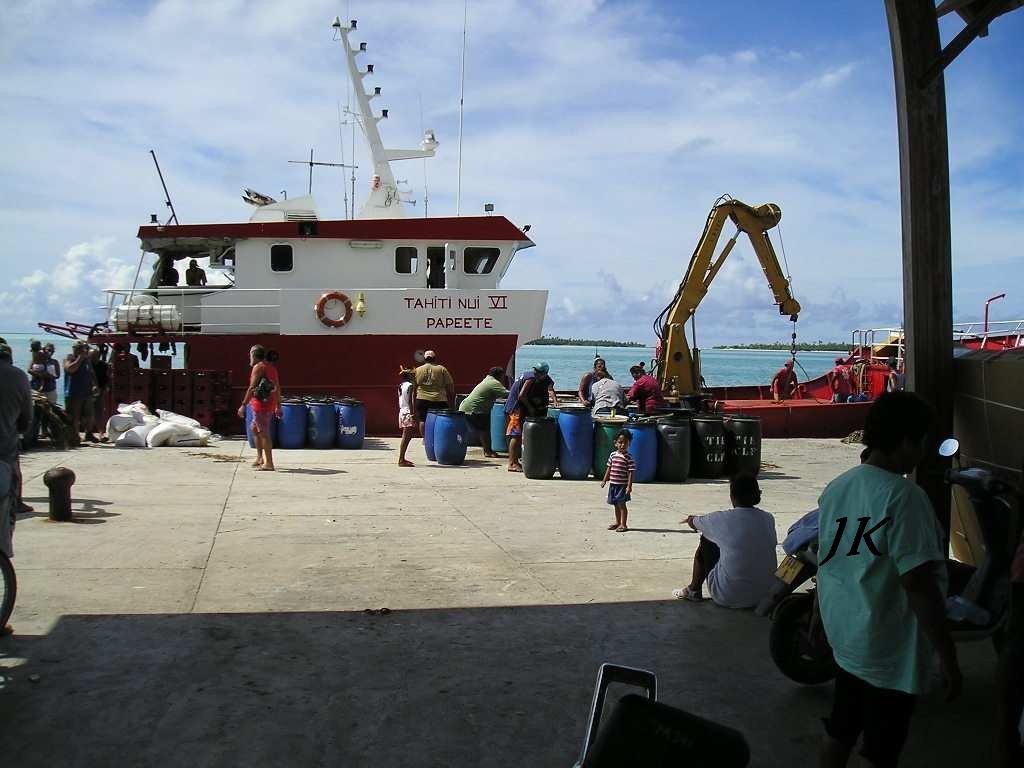
سفينة في جزيرة ماوبيتي محملة بالنوني لتصديره

ماوبيتي هي جزيرة مرجانية تابعة لجزر المجتمع. يوجد في الجزيرة بركان يتوسطها.

## الجغرافيا
تقع جزيرة ماوبيتي إلى الغرب من جزر ليوارد التابعة لجزر المجتمع التابعة بدورها لبولينيزيا الفرنسية إقليم ما وراء البحار التابع لدولة فرنسا.و هي أعلى جزيرة بركانية من الجنوب الغربي في الأرخبيل وتقع على بعد 40 كلم إلى الغرب من بورا بورا. الجزيرة المركزية في وسط ماوبيتي تبلغ ذروة ارتفاعها 380 متراً ومساحتها 11 كيلومتراً مربعاً. يوجد حول البحيرة عدد كبير ومسطح من الجزر المرجانية في الحيد الشمالي.

## السكان
حسب تعداد آب / أغسطس 2007، كان عدد سكان الجزيرة نحو 1200 نسمة.

## الاقتصاد
النشاط الاقتصادي الرئيسي في جزيرة ماوبيتي هو إنتاج النوني.

## التاريخ
هناك بعض القطع الأثرية البولينيزية القديمة التي يرجع تاريخها إلى ما لا يقل عن 850 عاماً قبل الميلاد في جزيرة ماوبيتي. أول أوروبي وصل إلى الجزيرة كان الهولندي جاكوب روجيفيين في عام 1722 للميلاد. تاريخياً، كانت للجزيرة روابط ثقافية قوية مع جزيرة بورا بورا.

## الإدارة
تتبع جزيرة ماوبيتي من الناحية الإدارية التقسيم الإداري لجزر ليوارد.

## وصلات خارجية
- قائمة بالجزر المرجانية (باللغة الفرنسية)

‌